# Liga Campionilor 2012-2013
Liga Campionilor UEFA 2012-2013 este cea de-a cincizeci și opta ediție a celei mai importante competiții de fotbal inter-cluburi din Europa, a douăzeci și una sub denumirea de Liga Campionilor și a patra a noului format aprobat de UEFA la data de 30 noiembrie 2007. Finala a avut loc pe Stadionul Wembley din Londra, Anglia.

## Programul competițional
Tragerile la sorți vor avea loc la sediul UEFA Nyon din Elveția, dacă nu se specifică altul (în paranteze).
| Faza              | Runda              | Data tragerii           | Turul                                    | Returul                                  |
| ----------------- | ------------------ | ----------------------- | ---------------------------------------- | ---------------------------------------- |
| Calificari        | Turul 1 preliminar | 25 iunie 2012           | 3–4 iulie 2012                           | 10–11 iulie 2012                         |
| Calificari        | Turul 2 preliminar | 25 iunie 2012           | 17–18 iulie 2012                         | 24–25 iulie 2012                         |
| Calificari        | Turul 3 preliminar | 20 iulie 2012           | 31 Iulie – 1 august 2012                 | 7–8 august 2012                          |
| Play-off          | Turul 4 preliminar | 10 august 2012          | 21–22 august 2012                        | 28–29 august 2012                        |
| Faza grupelor     | Prima etapă        | 30 august 2012 (Monaco) | 18–19 septembrie 2012                    | 18–19 septembrie 2012                    |
| Faza grupelor     | A doua etapă       | 30 august 2012 (Monaco) | 2–3 octombrie 2012                       | 2–3 octombrie 2012                       |
| Faza grupelor     | A treia etapă      | 30 august 2012 (Monaco) | 23–24 octombrie 2012                     | 23–24 octombrie 2012                     |
| Faza grupelor     | A patra etapă      | 30 august 2012 (Monaco) | 6–7 noiembrie 2012                       | 6–7 noiembrie 2012                       |
| Faza grupelor     | A cincea etapă     | 30 august 2012 (Monaco) | 20–21 noiembrie 2012                     | 20–21 noiembrie 2012                     |
| Faza grupelor     | A șasea etapă      | 30 august 2012 (Monaco) | 4–5 decembrie 2012                       | 4–5 decembrie 2012                       |
| Faza eliminatorie | Optimi de finală   | 20 decembrie 2012       | 12–13 și 19–20 februarie 2013            | 5–6 și 12–13 martie 2013                 |
| Faza eliminatorie | Sferturi de finală | 15 martie 2013          | 2–3 aprilie 2013                         | 9–10 aprilie 2013                        |
| Faza eliminatorie | Semi-finale        | 15 martie 2013          | 23–24 aprilie 2013                       | 30 Aprilie – 1 mai 2013                  |
| Faza eliminatorie | Finala             | 15 martie 2013          | 25 mai 2013 pe Stadionul Wembley, Londra | 25 mai 2013 pe Stadionul Wembley, Londra |

## Preliminarii

### Primul tur preliminar
- Turul 1 preliminar (Q0) - participă 6 echipe, se califică 3:
  - Campioanele asociațiilor 48-53:

| Echipa 1      | Scor gen.   | Echipa 2     | Tur | Retur    |
| ------------- | ----------- | ------------ | --- | -------- |
| F91 Dudelange | 11–0        | Tre Penne    | 7–0 | 4–0      |
| Valletta      | 9–0         | Lusitanos    | 8–0 | 1–0      |
| Linfield      | 0–0 (4–3 p) | B36 Tórshavn | 0–0 | 0–0 d.p. |

### Tur doi preliminar
- Turul 2 preliminar (Q1) - participă 34 de echipe, se califică 17:
  - 3 câștigătoare din Q0:
  - Campioanele asociațiilor 16-47 (exceptând Liechenstein):

| Echipa 1            | Scor gen. | Echipa 2            | Tur | Retur    |
| ------------------- | --------- | ------------------- | --- | -------- |
| Skënderbeu Korçë    | 1–3       | Debrecen            | 1–0 | 0–3      |
| Maribor             | 6–2       | Željezničar         | 4–1 | 2–1      |
| Žilina              | 1–2       | Ironi Kiryat Shmona | 1–0 | 0–2      |
| BATE Borisov        | 3–2       | Vardar              | 3–2 | 0–0      |
| AEL Limassol        | 3–0       | Linfield            | 3–0 | 0–0      |
| Shamrock Rovers     | 1–2       | Ekranas             | 0–0 | 1–2      |
| Flora Tallinn       | 0–5       | Basel               | 0–2 | 0–3      |
| The New Saints      | 0–3       | Helsingborg         | 0–0 | 0–3      |
| HJK                 | 9–1       | KR                  | 7–0 | 2–1      |
| Molde               | 4–1       | Ventspils           | 3–0 | 1–1      |
| F91 Dudelange       | (a) 4–4   | Red Bull Salzburg   | 1–0 | 3–4      |
| Slovan Liberec      | 2–1       | Shakhter Karagandy  | 1–0 | 1–1 d.p. |
| Ludogorets Razgrad  | 3–4       | Dinamo Zagreb       | 1–1 | 2–3      |
| Neftchi Baku        | 5–2       | Zestafoni           | 3–0 | 2–2      |
| Ulisses             | 0–2       | Sheriff Tiraspol    | 0–1 | 0–1      |
| Valletta            | 2–7       | Partizan            | 1–4 | 1–3      |
| Budućnost Podgorica | 1–2       | Śląsk Wrocław       | 0–2 | 1–0      |

### Tur trei preliminar
- Turul 3 preliminar (Q2a) - participă 20 de echipe, se califică 10:
  - 17 câștigătoare din Q1:
  - Campioanele asociațiilor 13-15:

| Echipa 1            | Scor gen. | Echipa 2       | Tur      | Retur    |          |
| Campioni            | Campioni  | Campioni       | Campioni | Campioni | Campioni |
| ------------------- | --------- | -------------- | -------- | -------- | -------- |
| Maribor             | 5–1       | F91 Dudelange  | 4–1      | 1–0      |          |
| BATE Borisov        | 3–1       | Debrecen       | 1–1      | 2–0      |          |
| CFR Cluj            | 3–1       | Slovan Liberec | 1–0      | 2–1      |          |
| Anderlecht          | 11–0      | Ekranas        | 5–0      | 6–0      |          |
| Śląsk Wrocław       | 1–6       | Helsingborg    | 0–3      | 1–3      |          |
| Sheriff Tiraspol    | 0–5       | Dinamo Zagreb  | 0–1      | 0–4      |          |
| Celtic              | 4–1       | HJK            | 2–1      | 2–0      |          |
| Molde               | 1–2       | Basel          | 0–1      | 1–1      |          |
| Ironi Kiryat Shmona | 6–2       | Neftchi Baku   | 4–0      | 2–2      |          |
| AEL Limassol        | 2–0       | Partizan       | 1–0      | 1–0      |          |
| Noncampioni         |           |                |          |          |          |
| Fenerbahçe          | 5–2       | Vaslui         | 1–1      | 4–1      |          |
| Motherwell          | 0–5       | Panathinaikos  | 0–2      | 0–3      |          |
| Copenhaga           | 3–2       | Club Brugge    | 0–0      | 3–2      |          |
| Dinamo Kiev         | 3–1       | Feyenoord      | 2–1      | 1–0      |          |

## Play-off-ul
Tragerea la sorți pentru meciurile din play-off a avut loc la 10 august 2012. Primele meciuri au fost jucate pe 21 și 22 august și următoarele pe 28 și 29 august 2012.
| Echipa 1                       | Scor gen.                   | Echipa 2                    | Tur                         | Retur                       |                             |
| Play-off-ul pentru campioni    | Play-off-ul pentru campioni | Play-off-ul pentru campioni | Play-off-ul pentru campioni | Play-off-ul pentru campioni | Play-off-ul pentru campioni |
| ------------------------------ | --------------------------- | --------------------------- | --------------------------- | --------------------------- | --------------------------- |
| Basel                          | 1–3                         | CFR Cluj                    | 1–2                         | 0–1                         |                             |
| Helsingborg                    | 0–4                         | Celtic                      | 0–2                         | 0–2                         |                             |
| BATE Borisov                   | 3–1                         | Ironi Kiryat Shmona         | 2–0                         | 1–1                         |                             |
| AEL Limassol                   | 2–3                         | Anderlecht                  | 2–1                         | 0–2                         |                             |
| Dinamo Zagreb                  | 3–1                         | Maribor                     | 2–1                         | 1–0                         |                             |
| Play-off-ul pentru noncampioni |                             |                             |                             |                             |                             |
| Braga                          | 2–2 (5–4 p)                 | Udinese                     | 1–1                         | 1–1 d.p.                    |                             |
| Spartak Moscova                | 3–2                         | Fenerbahçe                  | 2–1                         | 1–1                         |                             |
| Málaga                         | 2–0                         | Panathinaikos               | 2–0                         | 0–0                         |                             |
| Borussia Mönchengladbach       | 3–4                         | Dinamo Kiev                 | 1–3                         | 2–1                         |                             |
| Copenhaga                      | 1–21                        | Lille                       | 1–0                         | 0–2 d.p.                    |                             |

Note
- Note 1: Ordinul tururilor este invers după egalitatea originală.

## Faza grupelor
- Deținătoarea trofeului:
- Campioanele asociațiilor 1-12:
- Vicecampioanele asociațiilor 1-6:
- Locul 3 din asociațiile 1-3:
- Câștigătorele din Q3

Cele 32 de echipe vor fi împărțite în 4 urne de câte 8 echipe.
| Urna 1 - ChelseaDT - Barcelona - Manchester United - Bayern München - Real Madrid - Arsenal - Porto - AC Milan | Urna 2 - Valencia - Benfica Lisabona - Șahtior Donețk - Zenit St. Petersburg - Schalke 04 - Manchester City - Sporting Braga - Dinamo Kiev | Urna 3 - Olympiacos Pireu - Ajax Amsterdam - Anderlecht - Juventus - Spartak Moscova - PSG - Lille - Galatasaray | Urna 4 - Celtic FC - Borussia Dortmund - BATE Borisov - Dinamo Zagreb - CFR Cluj - Málaga - Montpellier - FC Nordsjælland |  |

- Málaga, Montpellier și FC Nordsjælland debutează în faza grupelor.

| Key to colours in group tables            |
| ----------------------------------------- |
| Echipe care au progresat în optimi        |
| Echipe care au progresat în Europa League |
| Echipe care au fost eliminate             |

### Grupa A
| Echipa        | M | V | E | Î | GM | GP | DG  | Pct. |
| ------------- | - | - | - | - | -- | -- | --- | ---- |
| PSG           | 6 | 5 | 0 | 1 | 14 | 3  | +11 | 15   |
| Porto         | 6 | 4 | 1 | 1 | 10 | 4  | +6  | 13   |
| Dinamo Kiev   | 6 | 1 | 2 | 3 | 6  | 10 | -4  | 5    |
| Dinamo Zagreb | 6 | 0 | 1 | 5 | 1  | 14 | -13 | 1    |

|        | Kiev | Porto | PSG | Zagreb |
| ------ | ---- | ----- | --- | ------ |
| Kiev   | –    | 0–0   | 0–2 | 2–0    |
| Porto  | 3–2  | –     | 1–0 | 3–0    |
| PSG    | 4–1  | 2–1   | –   | 4–0    |
| Zagreb | 1–1  | 0–2   | 0–2 | –      |

### Grupa B
| Echipa      | M | V | E | Î | GM | GP | DG | Pct. |
| ----------- | - | - | - | - | -- | -- | -- | ---- |
| Schalke 04  | 6 | 3 | 3 | 0 | 10 | 6  | +4 | 12   |
| Arsenal     | 6 | 3 | 1 | 2 | 10 | 8  | +2 | 10   |
| Olympiacos  | 6 | 3 | 0 | 3 | 9  | 9  | 0  | 9    |
| Montpellier | 6 | 0 | 2 | 4 | 6  | 12 | -6 | 2    |

|             | Arsenal | Montpellier | Olympiacos | Schalke |
| ----------- | ------- | ----------- | ---------- | ------- |
| Arsenal     | –       | 2–0         | 3–1        | 0–2     |
| Montpellier | 1–2     | –           | 1–2        | 1–1     |
| Olympiacos  | 2–1     | 3–1         | –          | 1–2     |
| Schalke     | 2–2     | 2–2         | 1–0        | –       |

### Grupa C
| Echipa     | M | V | E | Î | GM | GP | DG | Pct. |
| ---------- | - | - | - | - | -- | -- | -- | ---- |
| Málaga     | 6 | 3 | 3 | 0 | 12 | 5  | +7 | 12   |
| Milan      | 6 | 2 | 2 | 2 | 7  | 6  | +1 | 8    |
| Zenit      | 6 | 2 | 1 | 3 | 6  | 9  | -3 | 7    |
| Anderlecht | 6 | 1 | 2 | 3 | 4  | 9  | -5 | 5    |

|            | Anderlecht | Málaga | Milan | Zenit |
| ---------- | ---------- | ------ | ----- | ----- |
| Anderlecht | –          | 0–3    | 1–3   | 1–0   |
| Málaga     | 2–2        | –      | 1–0   | 3–0   |
| Milan      | 0–0        | 1–1    | –     | 0–1   |
| Zenit      | 1–0        | 2–2    | 2–3   | –     |

### Grupa D
| Echipa          | M | V | E | Î | GM | GP | DG | Pct. |
| --------------- | - | - | - | - | -- | -- | -- | ---- |
| Dortmund        | 6 | 4 | 2 | 0 | 11 | 5  | +6 | 14   |
| Real Madrid     | 6 | 3 | 2 | 1 | 15 | 9  | +6 | 11   |
| Ajax            | 6 | 1 | 1 | 4 | 8  | 16 | -8 | 4    |
| Manchester City | 6 | 0 | 3 | 3 | 7  | 11 | -4 | 3    |

|             | Ajax | Dortmund | Man. City | Real Madrid |
| ----------- | ---- | -------- | --------- | ----------- |
| Ajax        | –    | 1–4      | 3–1       | 1–4         |
| Dortmund    | 1–0  | –        | 1–0       | 2–1         |
| Man. City   | 2–2  | 1–1      | –         | 1–1         |
| Real Madrid | 4–1  | 2–2      | 3–2       | –           |

### Grupa E
| Echipa          | M | V | E | Î | GM | GP | DG  | Pct. |
| --------------- | - | - | - | - | -- | -- | --- | ---- |
| Juventus        | 6 | 3 | 3 | 0 | 12 | 4  | +8  | 12   |
| Șahtior Donețsk | 6 | 3 | 1 | 2 | 12 | 8  | +4  | 10   |
| Chelsea         | 6 | 3 | 1 | 2 | 16 | 10 | +6  | 10   |
| Nordsjælland    | 6 | 0 | 1 | 5 | 4  | 22 | -18 | 1    |

|              | Chelsea | Juventus | Nordsjælland | Șahtior |
| ------------ | ------- | -------- | ------------ | ------- |
| Chelsea      | –       | 2–2      | 6–1          | 3–2     |
| Juventus     | 3–0     | –        | 4–0          | 1–1     |
| Nordsjælland | 0–4     | 1–1      | –            | 2–5     |
| Șahtior      | 2–1     | 0–1      | 2–0          | –       |

### Grupa F
| Echipa       | M | V | E | Î | GM | GP | DG | Pct. |
| ------------ | - | - | - | - | -- | -- | -- | ---- |
| Bayern       | 6 | 4 | 1 | 1 | 15 | 7  | +8 | 13   |
| Valencia     | 6 | 4 | 1 | 1 | 12 | 5  | +7 | 13   |
| BATE Borisov | 6 | 2 | 0 | 4 | 9  | 15 | -6 | 6    |
| Lille        | 6 | 1 | 0 | 5 | 4  | 13 | -9 | 3    |

|          | Bayern | BATE | Lille | Valencia |
| -------- | ------ | ---- | ----- | -------- |
| Bayern   | –      | 4–1  | 6–1   | 2–1      |
| BATE     | 3–1    | –    | 0–2   | 0–3      |
| Lille    | 0–1    | 1–3  | –     | 0–1      |
| Valencia | 1–1    | 4–2  | 2–0   | –        |

### Grupa G
| Echipa       | M | V | E | Î | GM | GP | DG | Pct. |
| ------------ | - | - | - | - | -- | -- | -- | ---- |
| Barcelona    | 6 | 4 | 1 | 1 | 11 | 5  | +6 | 13   |
| Celtic       | 6 | 3 | 1 | 2 | 9  | 8  | +1 | 10   |
| Benfica      | 6 | 2 | 2 | 2 | 5  | 5  | 0  | 8    |
| Spartak Mos. | 6 | 1 | 0 | 5 | 7  | 14 | -7 | 3    |

|           | Barcelona | Benfica | Celtic | Spartak |
| --------- | --------- | ------- | ------ | ------- |
| Barcelona | –         | 0–0     | 2–1    | 3–2     |
| Benfica   | 0–2       | –       | 2–1    | 2–0     |
| Celtic    | 2–1       | 0–0     | –      | 2–1     |
| Spartak   | 0–3       | 2–1     | 2–3    | –       |

### Grupa H
| Echipa            | M | V | E | Î | GM | GP | DG | Pct. |
| ----------------- | - | - | - | - | -- | -- | -- | ---- |
| Manchester United | 6 | 4 | 0 | 2 | 9  | 6  | +3 | 12   |
| Galatasaray       | 6 | 3 | 1 | 2 | 7  | 6  | +1 | 10   |
| CFR Cluj          | 6 | 3 | 1 | 2 | 9  | 7  | +2 | 10   |
| Braga             | 6 | 1 | 0 | 5 | 7  | 13 | -6 | 3    |

|             | Braga | CFR Cluj | Galatasaray | Man. United |
| ----------- | ----- | -------- | ----------- | ----------- |
| Braga       | –     | 0–2      | 1–2         | 1–3         |
| CFR Cluj    | 3–1   | –        | 1–3         | 1–2         |
| Galatasaray | 0–2   | 1–1      | –           | 1–0         |
| Man. United | 3–2   | 0–1      | 1–0         | –           |

## Faza eliminatorie

### Optimi de finală
Tragerile la sorți pentru meciurile jucate din optimile de finală au avut loc pe 20 decembrie 2012. Manșa tur va avea loc pe 12, 13, 19 și 20 februarie, iar manșa retur pe 5, 6, 12 și 13 martie 2013.
| Echipa #1      | Total  | Echipa #2           | Tur | Retur |
| -------------- | ------ | ------------------- | --- | ----- |
| Galatasaray    | 4-3    | Schalke 04          | 1–1 | 3-2   |
| Celtic         | 0-5    | Juventus            | 0–3 | 0-2   |
| Arsenal        | 3-3(a) | Bayern München      | 1–3 | 2-0   |
| Șahtior Donețk | 2-5    | Borussia Dortmund   | 3-3 | 0-3   |
| Milan          | 2-4    | Barcelona           | 2–0 | 0-4   |
| Real Madrid    | 3-2    | Manchester United   | 1–1 | 2-1   |
| Valencia       | 2-3    | Paris Saint-Germain | 1–2 | 1-1   |
| Porto          | 1-2    | Málaga              | 1–0 | 0-2   |

### Sferturi de finală
Tragerile la sorți pentru meciurile jucate din optimile de finală au avut loc pe 15 martie 2013. Manșa tur va avea loc pe 2 și 3 aprilie, iar manșa retur pe 9 și 10 aprilie 2013.
| Echipa #1           | Total  | Echipa #2         | Tur | Retur |
| ------------------- | ------ | ----------------- | --- | ----- |
| Málaga              | 2-3    | Borussia Dortmund | 0–0 | 2-3   |
| Real Madrid         | 5–3    | Galatasaray       | 3–0 | 2-3   |
| Paris Saint-Germain | 3–3(a) | Barcelona         | 2–2 | 1-1   |
| Bayern München      | 4-0    | Juventus          | 2–0 | 2-0   |

### Semi-finale
Tragerile la sorți pentru semifinale și finale au avut loc pe 12 aprilie 2013. Manșa tur a avut loc pe 23 și 24 aprilie, iar manșa retur pe 30 aprilie și 1 mai 2013.
| Echipa #1         | Total | Echipa #2   | Tur | Retur |
| ----------------- | ----- | ----------- | --- | ----- |
| Bayern München    | 7-0   | Barcelona   | 4–0 | 3-0   |
| Borussia Dortmund | 4-3   | Real Madrid | 4–1 | 0-2   |

### Finala
Finala s-a jucat în 25 mai 2013 la Stadionul Wembley din Londra, Anglia.
| Borussia Dortmund | 1-2    | Bayern München |
| ----------------- | ------ | -------------- |
|                   | Raport |                |

### Faza eliminatorie
|  | Optimi de finală   | Optimi de finală  | Optimi de finală | Optimi de finală |   |                | Sferturi de finală | Sferturi de finală | Sferturi de finală | Sferturi de finală |  |                   | Semi-finală | Semi-finală | Semi-finală | Semi-finală |                   |   | Finală | Finală |
|  |                    |                   |                  |                  |   |                |                    |                    |                    |                    |  |                   |             |             |             |             |                   |   |        |        |
|  | FC Porto           | 1                 | 0                | 1                |   |                |                    |                    |                    |                    |  |                   |             |             |             |             |                   |   |        |        |
|  | Málaga             | 0                 | 2                | 2                |   |                |                    |                    |                    |                    |  |                   |             |             |             |             |                   |   |        |        |
|  | Málaga             | 0                 | 2                | 2                |   | Málaga         | 0                  | 2                  | 2                  |                    |  |                   |             |             |             |             |                   |   |        |        |
|  |                    |                   |                  |                  |   | Málaga         | 0                  | 2                  | 2                  |                    |  |                   |             |             |             |             |                   |   |        |        |
|  |                    | Borussia Dortmund | 0                | 3                | 3 |                |                    |                    |                    |                    |  |                   |             |             |             |             |                   |   |        |        |
|  | Șahtior Donețk     | Borussia Dortmund | 0                | 3                | 3 | 2              | 0                  | 2                  |                    |                    |  |                   |             |             |             |             |                   |   |        |        |
|  | Șahtior Donețk     |                   |                  |                  |   | 2              | 0                  | 2                  |                    |                    |  |                   |             |             |             |             |                   |   |        |        |
|  | Borussia Dortmund  | 2                 | 3                | 5                |   |                |                    |                    |                    |                    |  |                   |             |             |             |             |                   |   |        |        |
|  | Borussia Dortmund  | 2                 | 3                | 5                |   |                |                    |                    |                    |                    |  | Borussia Dortmund | 4           | 0           | 4           |             |                   |   |        |        |
|  |                    |                   |                  |                  |   |                |                    |                    |                    |                    |  | Borussia Dortmund | 4           | 0           | 4           |             |                   |   |        |        |
|  |                    | Real Madrid       | 1                | 2                | 3 |                |                    |                    |                    |                    |  |                   |             |             |             |             |                   |   |        |        |
|  | Real Madrid        | Real Madrid       | 1                | 2                | 3 | 1              | 2                  | 3                  |                    |                    |  |                   |             |             |             |             |                   |   |        |        |
|  | Real Madrid        |                   |                  |                  |   | 1              | 2                  | 3                  |                    |                    |  |                   |             |             |             |             |                   |   |        |        |
|  | Manchester United  | 1                 | 1                | 2                |   |                |                    |                    |                    |                    |  |                   |             |             |             |             |                   |   |        |        |
|  | Manchester United  | 1                 | 1                | 2                |   | Real Madrid    | 3                  | 2                  | 5                  |                    |  |                   |             |             |             |             |                   |   |        |        |
|  |                    |                   |                  |                  |   | Real Madrid    | 3                  | 2                  | 5                  |                    |  |                   |             |             |             |             |                   |   |        |        |
|  |                    | Galatasaray       | 0                | 3                | 3 |                |                    |                    |                    |                    |  |                   |             |             |             |             |                   |   |        |        |
|  | Galatasaray        | Galatasaray       | 0                | 3                | 3 | 1              | 1                  | 4                  |                    |                    |  |                   |             |             |             |             |                   |   |        |        |
|  | Galatasaray        |                   |                  |                  |   | 1              | 1                  | 4                  |                    |                    |  |                   |             |             |             |             |                   |   |        |        |
|  | Schalke 04         | 1                 | 2                | 3                |   |                |                    |                    |                    |                    |  |                   |             |             |             |             |                   |   |        |        |
|  | Schalke 04         | 1                 | 2                | 3                |   |                |                    |                    |                    |                    |  |                   |             |             |             |             | Borussia Dortmund | 1 |        |        |
|  |                    |                   |                  |                  |   |                |                    |                    |                    |                    |  |                   |             |             |             |             |                   | 1 |        |        |
|  |                    | Bayern München    | 2                |                  |   |                |                    |                    |                    |                    |  |                   |             |             |             |             |                   |   |        |        |
|  | Celtic             | Bayern München    | 2                | 0                | 0 | 0              |                    |                    |                    |                    |  |                   |             |             |             |             |                   |   |        |        |
|  | Celtic             |                   |                  | 0                | 0 | 0              |                    |                    |                    |                    |  |                   |             |             |             |             |                   |   |        |        |
|  | Juventus           | 3                 | 2                | 5                |   |                |                    |                    |                    |                    |  |                   |             |             |             |             |                   |   |        |        |
|  | Juventus           | 3                 | 2                | 5                |   | Bayern München | 2                  | 2                  | 4                  |                    |  |                   |             |             |             |             |                   |   |        |        |
|  |                    |                   |                  |                  |   | Bayern München | 2                  | 2                  | 4                  |                    |  |                   |             |             |             |             |                   |   |        |        |
|  |                    | Juventus          | 0                | 0                | 0 |                |                    |                    |                    |                    |  |                   |             |             |             |             |                   |   |        |        |
|  | Arsenal            | Juventus          | 0                | 0                | 0 | 1              | 2                  | 3                  |                    |                    |  |                   |             |             |             |             |                   |   |        |        |
|  | Arsenal            |                   |                  |                  |   | 1              | 2                  | 3                  |                    |                    |  |                   |             |             |             |             |                   |   |        |        |
|  | Bayern München (a) | 3                 | 0                | 3                |   |                |                    |                    |                    |                    |  |                   |             |             |             |             |                   |   |        |        |
|  | Bayern München (a) | 3                 | 0                | 3                |   |                |                    |                    |                    |                    |  | Bayern München    | 4           | 3           | 7           |             |                   |   |        |        |
|  |                    |                   |                  |                  |   |                |                    |                    |                    |                    |  | Bayern München    | 4           | 3           | 7           |             |                   |   |        |        |
|  |                    | Barcelona         | 0                | 0                | 0 |                |                    |                    |                    |                    |  |                   |             |             |             |             |                   |   |        |        |
|  | Valencia           | Barcelona         | 0                | 0                | 0 | 1              | 1                  | 2                  |                    |                    |  |                   |             |             |             |             |                   |   |        |        |
|  | Valencia           |                   |                  |                  |   | 1              | 1                  | 2                  |                    |                    |  |                   |             |             |             |             |                   |   |        |        |
|  | PSG                | 2                 | 1                | 3                |   |                |                    |                    |                    |                    |  |                   |             |             |             |             |                   |   |        |        |
|  | PSG                | 2                 | 1                | 3                |   | PSG            | 2                  | 1                  | 3                  |                    |  |                   |             |             |             |             |                   |   |        |        |
|  |                    |                   |                  |                  |   | PSG            | 2                  | 1                  | 3                  |                    |  |                   |             |             |             |             |                   |   |        |        |
|  |                    | Barcelona         | 2                | 1                | 3 |                |                    |                    |                    |                    |  |                   |             |             |             |             |                   |   |        |        |
|  | Milan              | Barcelona         | 2                | 1                | 3 | 2              | 0                  | 2                  |                    |                    |  |                   |             |             |             |             |                   |   |        |        |
|  | Milan              |                   |                  |                  |   | 2              | 0                  | 2                  |                    |                    |  |                   |             |             |             |             |                   |   |        |        |
|  | Barcelona          | 0                 | 4                | 4                |   |                |                    |                    |                    |                    |  |                   |             |             |             |             |                   |   |        |        |